# إميل مونييه
إميل مونييه (بالفرنسية: Émile Munier) فنانًا أكاديميًا فرنسيًا وتلميذ ويليام أدولف بوجيرو.

## حياته
ولد إميل مونييه في باريس في 2 يونيو 1840، وعاش مع عائلته في 66 شارع ديس فوسيس، سانت مارسيل، كان والده، بيير فرانسوا مونييه، فنانًا تنجيدًا في الغوبلان وكانت والدته، ماري لويز كاربينتييه، تعمل في تلميع مصنع قماش الكشمير.

## سيرة ذاتية
خلال ستينيات القرن التاسع عشر، حصل مونييه على ثلاث ميداليات في الفنون الجميلة وفي عام 1869، عرض في صالون باريس.
أصبح مؤيدًا كبيرًا للمُثُل الأكاديمية وتابعاً ويليام بوغيرو، الذي سيكون موضوعه مصدر إلهام مهم للشاب مونييه.
كان مصمم الزجاج إميل جالي فنانًا آخر اشتهر مونييه بالعمل معه منذ حوالي عام 1869.
توقف مونييه عن العمل في مصنع النسيج عام 1871 وكرس وقته للرسم فقط.
كما بدأ بتعليم دروس للبالغين ثلاث ليال في الأسبوع. .
في عام 1885 رسم وعرض في صالون باريس، تروا أميس (ثلاثة أصدقاء). كانت هذه اللوحة، التي تمثل فتاة ممتلئة تلعب على سريرها مع قطة وكلب، عملاً ناجحًا للغاية، حيث تم إعادة إنتاجها في العديد من الأشكال واستخدامها في ملصقات الدعاية بواسطة صابون بيرز [الإنجليزية]، من خلال هذا العمل، أكد إميل نفسه كواحد من «رسامي» الأطفال الصغار وحيواناتهم الأليفة، تم الحصول عليها في النهاية من قبل جامع أمريكي.
كان تشابمان هيامز وزوجته من بين رعاته الأمريكيين الكثيرين، وكانوا من هواة جمع اللوحات الفرنسية المعاصرة خلال القرن التاسع عشر ويفضلون الفنانين مثل هينر وبوغيرو وجيروم وفينيل وشرير. رسم مونييه صورتهم في عام 1889، وهي الآن، إلى جانب الكثير من مجموعتهم، في متحف نيو أورلينز للفنون.
خلال تسعينيات القرن التاسع عشر، واصل مونييه رسم موضوعات الفلاحين والأساطير والدينية، كما صور الحيوانات ومشاهد تصور صيد الأسماك والمناظر الطبيعية والمناظر البحرية.
في عام 1895 رسم مونييه الفتاة الصغيرة وسلة القطط، ولكن في 29 يونيو، بعد أسابيع قليلة من عيد ميلاده الخامس والخمسين، توفي.

## معرض صور

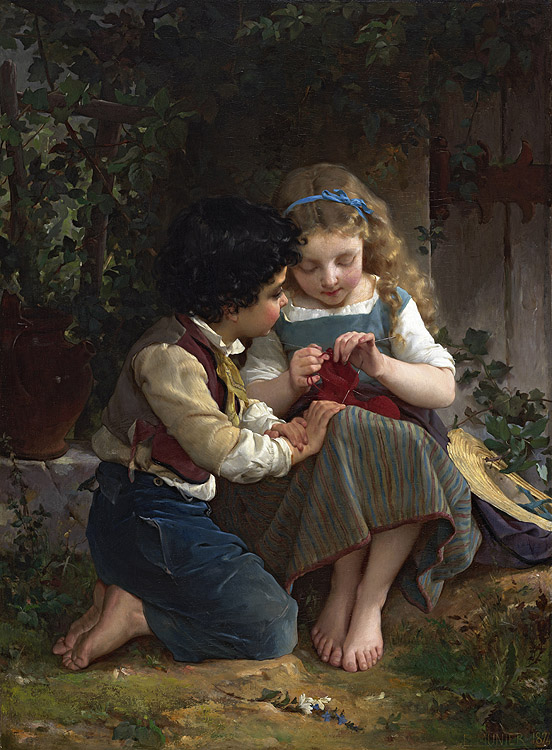
لحظة خاصة، 1874
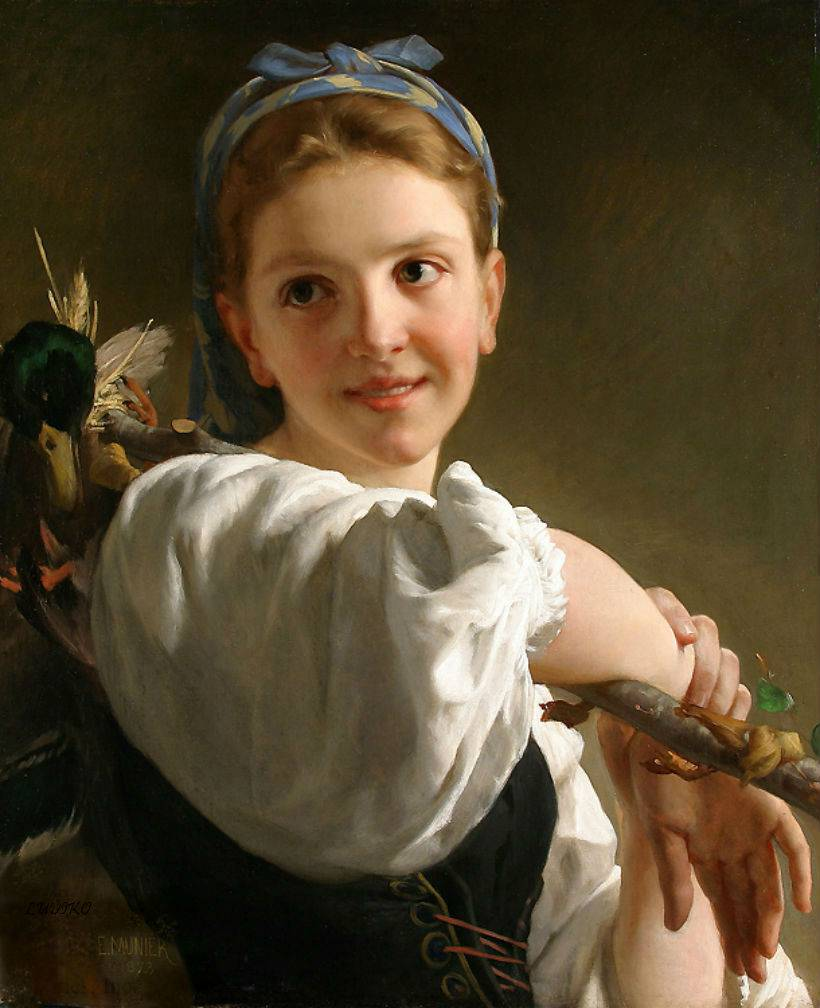
العودة من السوق، عام 1873
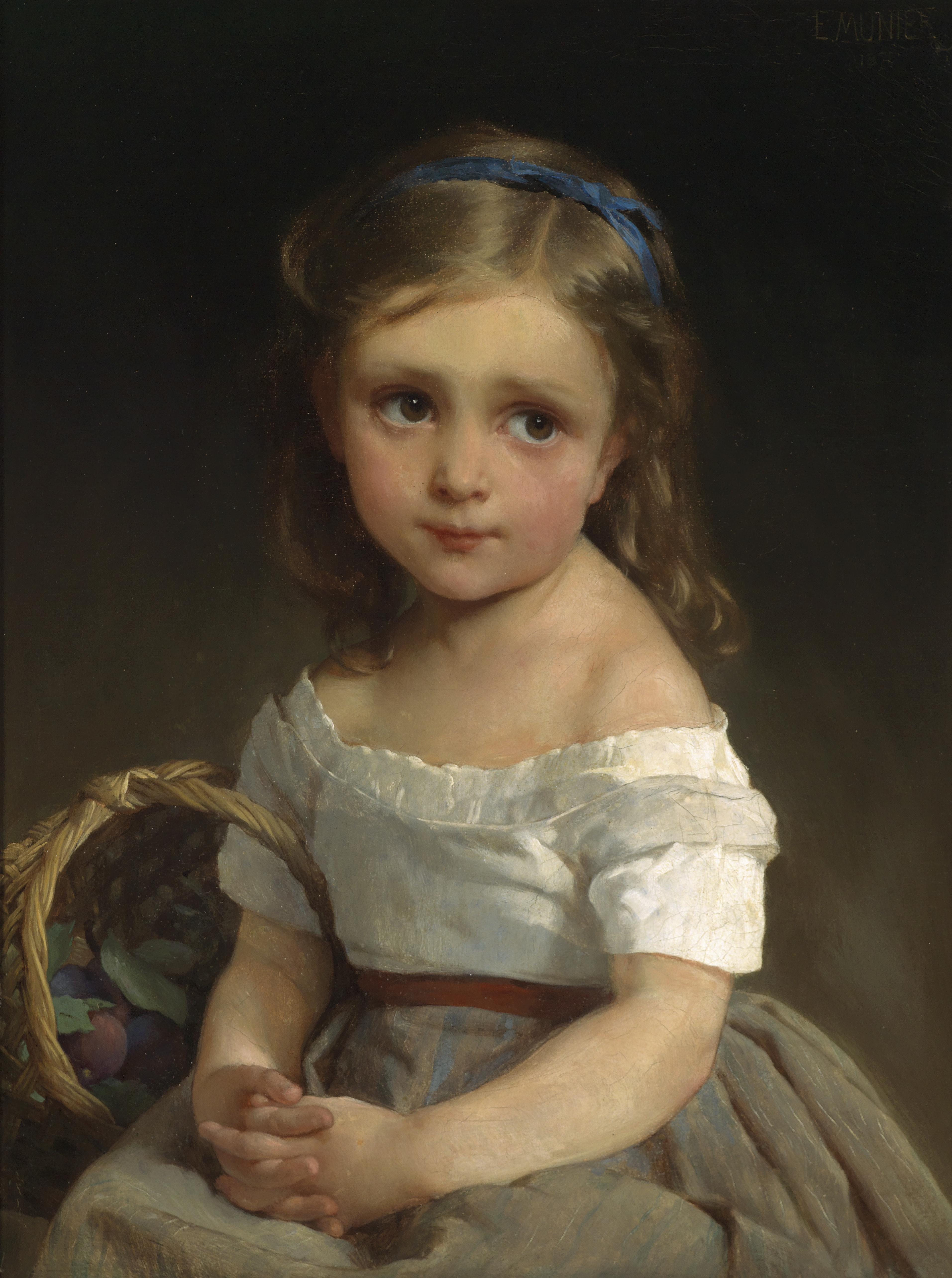
فتاة مع سلة من البرقوق، 1875
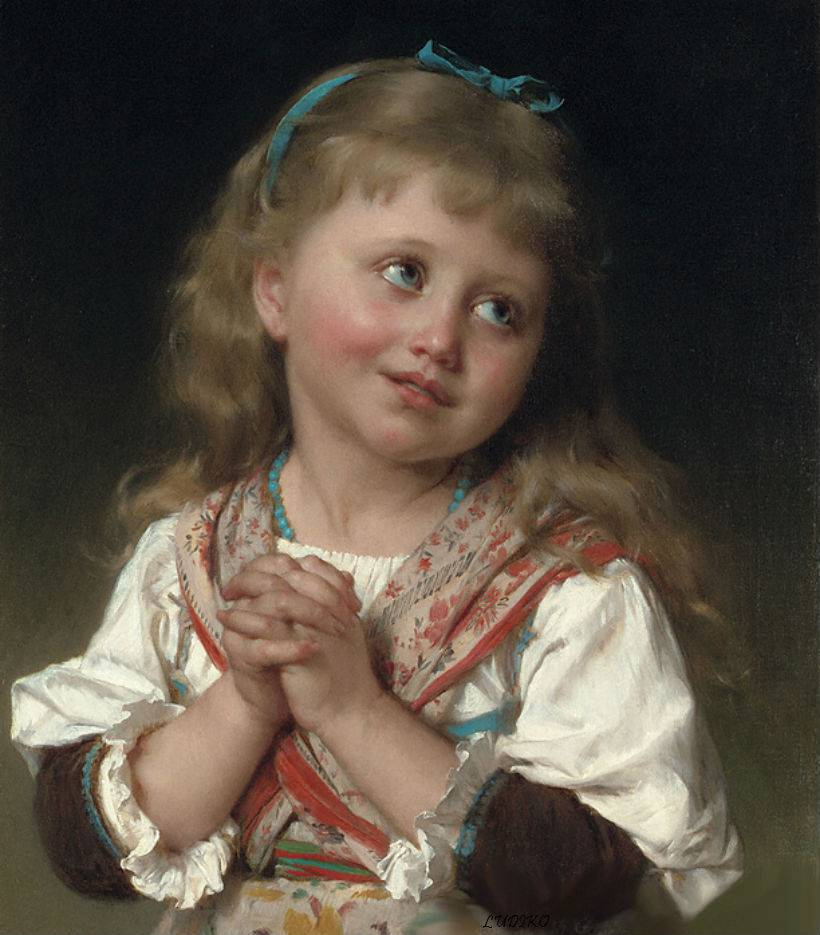
هل لي ؟ 1881
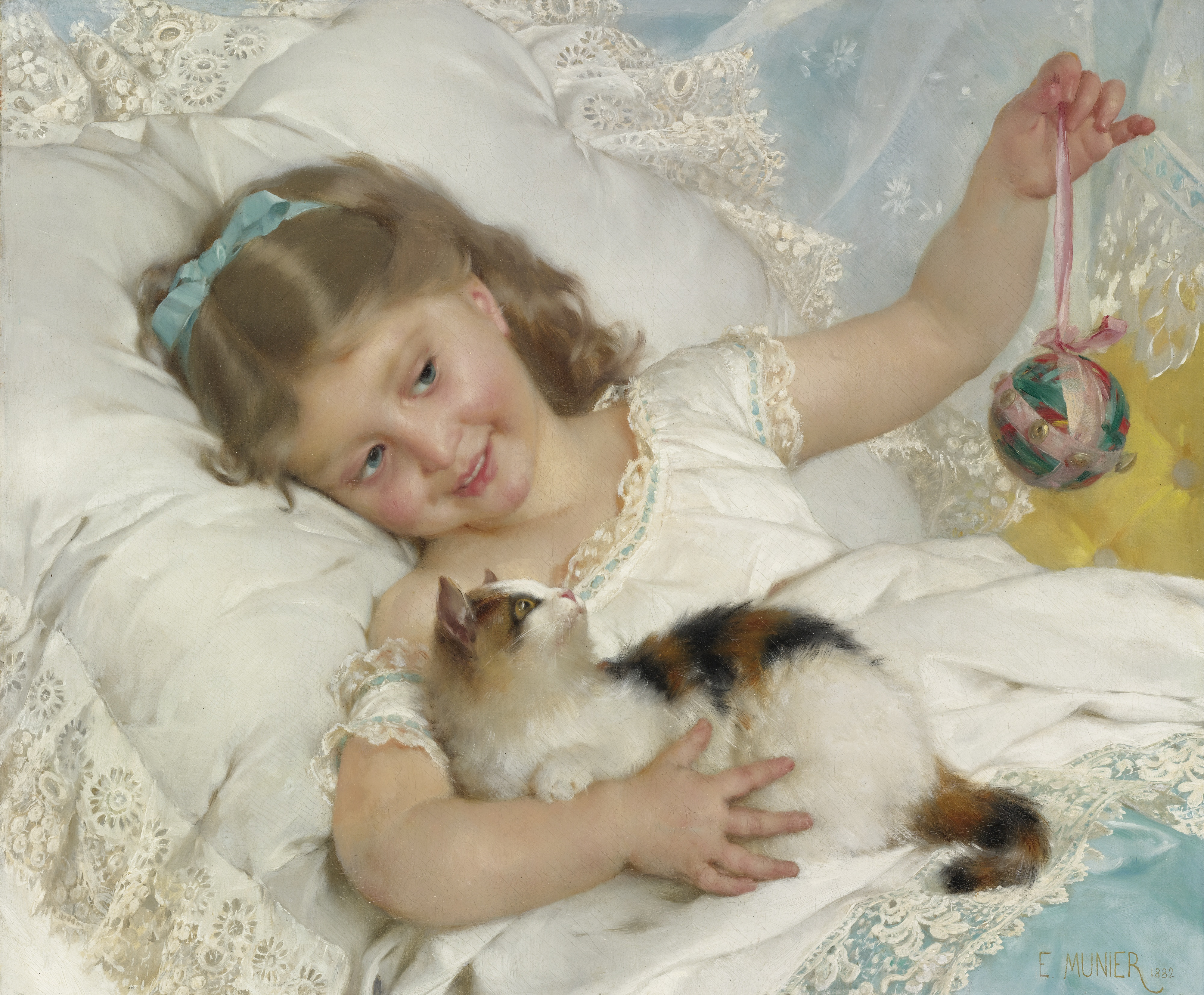
الفتاة الصغيرة والقط، 1882
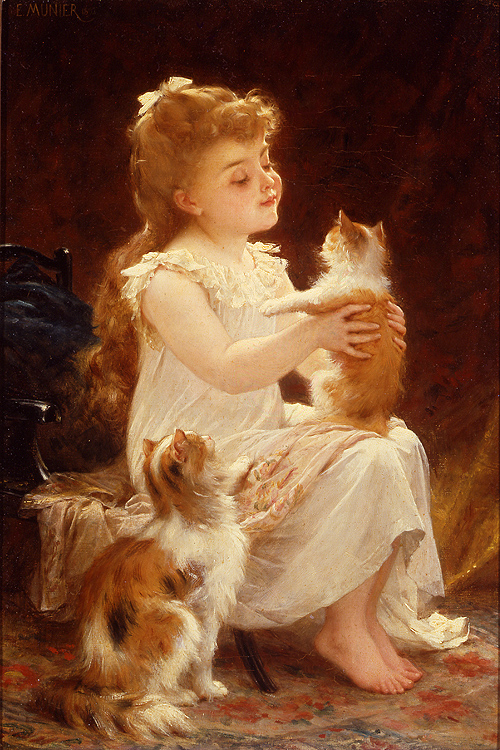
اللعب مع القط، 1893
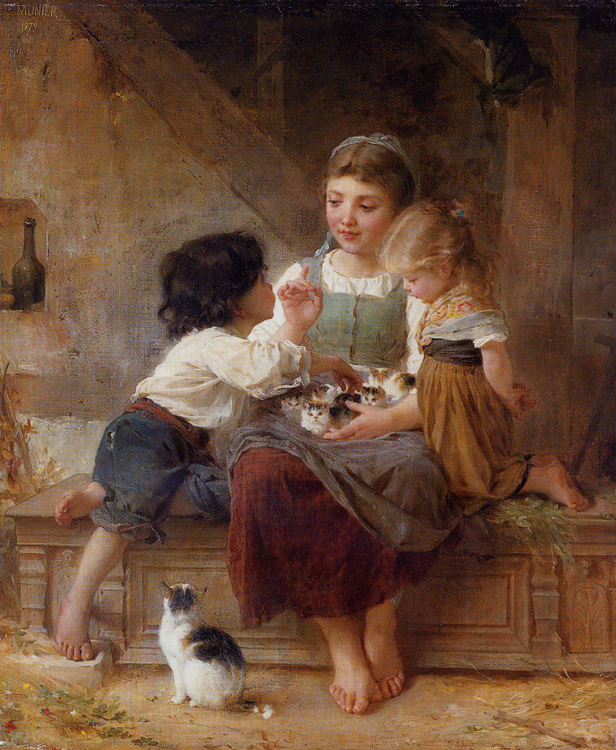
عائلة سعيدة، 1879